# Кирюхина, Елизавета Сергеевна
Елизавета Сергеевна Кирюхина (род. 8 августа 1990, Ростов-на-Дону, Ростовская область,РСФСР, СССР), известная как Лиза Кей, — российская модель и актриса.

## Биография
Карьера модели у Лизы Кей, по ее словам, началась в 17 лет, в родном Ростове-на-Дону. У нее были нетипичные для профессиональной модели данные — рост был всего 1,73 метра, а из-за постоянных занятий балетом, была сильно развита мускулатура. Свой первый рекламный контракт получила, когда еще училась в школе — она просто рассылала свои фотографии во все агентства, которые находила в интернете, и единственный ответ ей пришел из Азии.
После года работы на Востоке, приобрела билет в Милан, что бы посетить одно из самых известных модельных агентств Италии. Девушка понравилась компании, а так же ей был предложен международный контракт уже через год.

## Карьера
В 2009 году Елизавета исполнила небольшую роль в ремейке американского фильма «Уличный боец», созданного по вселенной знаменитой видеоигры. Режиссером картины выступил Анджей Бартковяк, а бюджет картины составил более 18 млн долл.
В 2013 году Лиза Кей впервые снялась для обложки популярного мужского журнала Playboy. Помимо американской версии журнала, модель была на обложке литовского Playboy. В августе 2017-го она появилась на страницах журнала второй раз — уже как «девушка месяца» и участвовала в голосовании, как «девушка года»
В 2017-м году подписала контракт с лидирующими европейскими агентствами Women Management (Милан, Париж) а так же Modelwerk (Германия).
Была лицом брендов OLAY, Estée Lauder Companies и др.
На данный момент проживает в Америке, на юге Калифорнии в городе Лос-Анджелес.

## Фильмография
| Год  | Русское название | Оригинальное название                 | Роль |
| ---- | ---------------- | ------------------------------------- | ---- |
| 2009 | Уличный боец     | Street Fighter: The Legend of Chun-Li | Rose |